# Sphinx biolleyi
Sphinx biolleyi är en fjärilsart som beskrevs av William Schaus 1912. Sphinx biolleyi ingår i släktet Sphinx och familjen svärmare. Inga underarter finns listade i Catalogue of Life.